# Wuyuan, Shangrao
Wuyuan är ett härad som lyder under Shangraos stad på prefekturnivå i Jiangxi-provinsen i sydöstra Kina.